# Sistema olivococlear

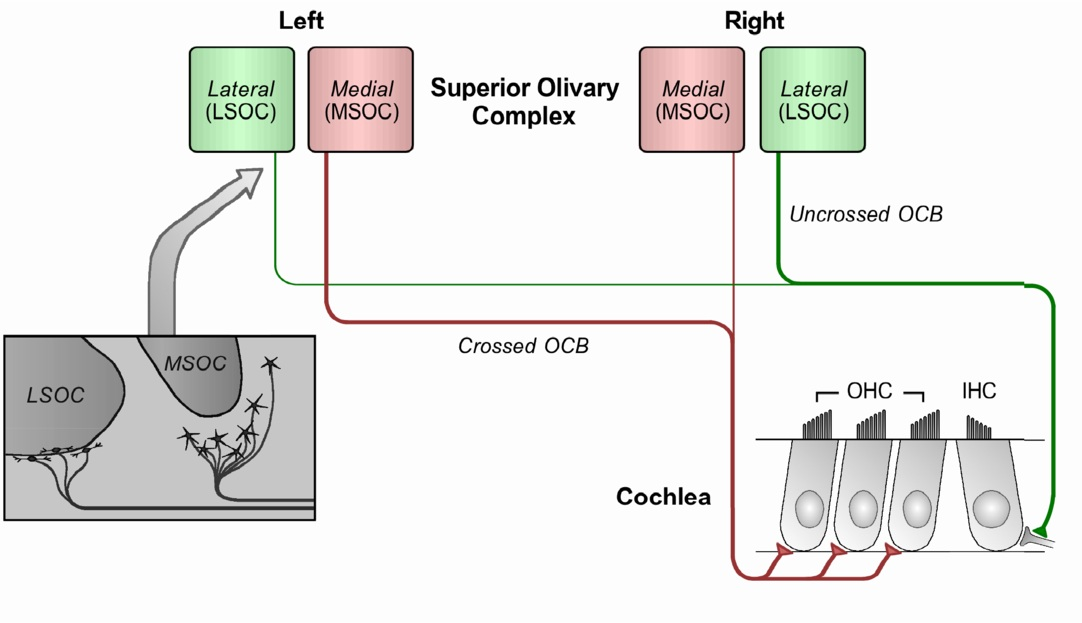
Diagrama do feixe olivococlear

O sistema olivococlear é um componente do sistema auditivo envolvido no controle descendente da cóclea. Suas fibras nervosas, o feixe olivococlear, fazem parte do nervo vestibulococlear (VIII nervo craniano, também conhecido como nervo auditivo-vestibular) e projetam-se do complexo olivar superior no tronco cerebral (ponte) para a cóclea. O sistema olivo-coclear medial desempenha diversas funções de manutenção da membrana basilar da cóclea em uma posição estática, facilitando a transdução da energia sonora. Adicionalmente, este sistema é responsável pela mediação da atenção seletiva e pela localização das fontes sonoras, além de atuar como um mecanismo de proteção contra ruídos intensos.